# Championnat du Nicaragua de football 1946
Navigation
Saison précédente Saison suivante
La Primera División 1946 est la dixième édition de la première division nicaraguayenne.
Lors de ce tournoi, le Diriangén FC a tenté de conserver son titre de champion du Nicaragua face aux meilleurs clubs nicaraguayens.

## Bilan du tournoi
| Tableau d'Honneur |             |
| Compétition       | Vainqueur   |
| Primera División  | Ferrocarril |

| Promotions et relégations   |         |
| Relégué en Segunda División | Inconnu |
| Promu de Segunda División   | Inconnu |